# David Aubry
David Aubry (ur. 8 listopada 1996 w Saint-Germain-en-Laye) – francuski pływak długodystansowy, brązowy medalista mistrzostw świata i Europy.

## Kariera
W 2017 roku podczas mistrzostw świata w Budapeszcie zajął szóste miejsce na dystansie 10 km na otwartym akwenie. 
Rok później, na mistrzostwach Europy w Glasgow wraz z Larą Grangeon, Lisą Pou i Markiem-Antoine Olivierem zdobył brązowy medal w konkurencji 5 km drużynowo. 
W lipcu 2019 roku podczas mistrzostw świata w Gwangju wywalczył brąz na dystansie 800 m stylem dowolnym i czasem 7:42,08 min poprawił rekord Francji. W konkurencji 1500 m stylem dowolnym był czwarty i również poprawił rekord swojego kraju (14:44,72 min). Na dystansie 10 km na otwartym akwenie zajął 10. miejsce.
Pięć miesięcy później na mistrzostwach Europy na krótkim basenie w Glasgow zdobył brązowy medal w konkurencji 1500 m stylem dowolnym, uzyskawszy czas 14:25,66 min.